# Stapelager Schlucht

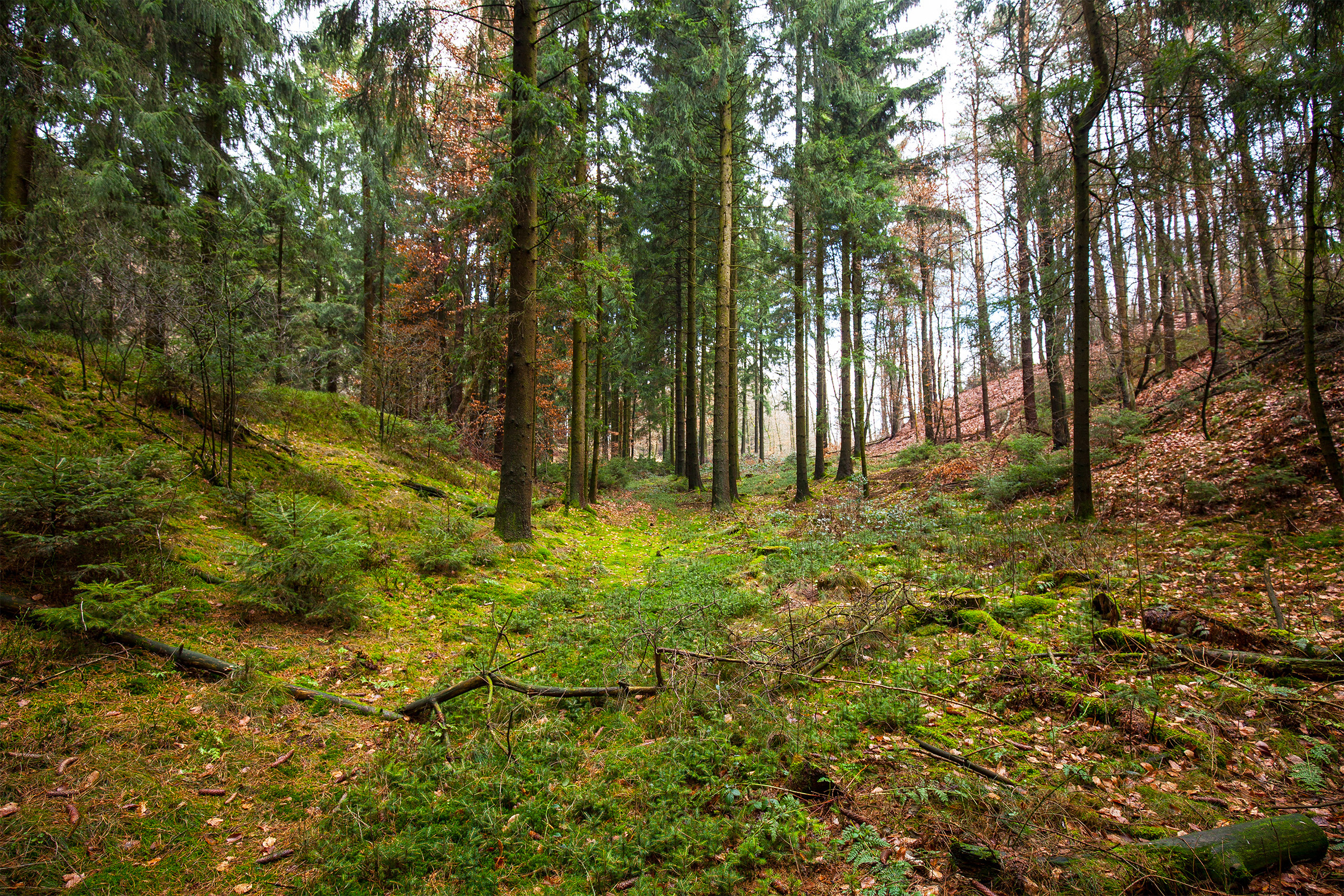
In der Stapelager Schlucht

Die Stapelager Schlucht ist eine Schlucht südwestlich von Hörste, einem Ortsteil von Lage im Kreis Lippe in Nordrhein-Westfalen. Der namensgebende Hörster Ortsteil Stapelage befindet sich nordöstlich der Schlucht. Sie liegt zwischen der Hunneckenkammer mit dem vorgelagerten Riesenberg und dem  Stapelager Berg im Teutoburger Wald. Die Stapelager Schlucht führt zum Stapelager Pass auf 269 m (⊙); ein früherer aus der Senne kommender Fernweg führte hier über den Teutoburger Wald in Richtung Werre-Bega-Tal nach Schötmar. Der Hermannsweg durchquert heute die Stapelager Schlucht.
In der Stapelager Schlucht befinden sich Reste von Wällen, die als Bodendenkmal unter Schutz stehen. Sie wurden erstmals 1878 von Ludwig Hölzermann genauer beschrieben. Die Wälle werden heute als Rest einer Wegesperre gedeutet und zeitlich in das Mittelalter und in die Frühe Neuzeit eingeordnet. Archäologische Grabungen an den Wällen erfolgten bisher nicht.
Am westlichen Rand der Schlucht verläuft die Grenze zu Oerlinghausen-Helpup.